# Francisco Villanueva
Francisco F. Villanueva (Molo, 10 oktober 1867 - 25 augustus 1923) was een Filipijns politicus. Villanueva was van 1916 tot zijn dood in 1923 lid van de Senaat van de Filipijnen. 

## Biografie
Francisco Villanueva werd geboren in Molo, tegenwoordig een district in de Filipijnse stad Iloilo City. Hij was de jongste van zes kinderen van Eusebio Villanueva en Maria Felipe. Tijdens de Filipijnse revolutie was Villanueva een van de afgevaardigden van het Malolos Congres. Nadien voltooide hij een bachelor-opleiding rechten en slaagde op 20 februari 1902 voor het toelatingsexamen van de Filipijnse balie. 
Villanueva werd namens het 1e kiesdistrict van Iloilo voor twee achtereenvolgende termijn gekozen in het Filipijns Huis van Afgevaardigden, met een termijn van 1910 tot 1916. In 1916 hij namens het 7e senaatsdistrict gekozen in de Senaat van de Filipijnen. Gedurende deze periode was hij de Majority Floor Leader en voorzitter van de Committee on Rules.
Villanueva overleed in 1923 aan de gevolgen van een hartaanval. Hij was getrouwd met Sofia Conlu en kreeg met haar twaalf kinderen.